# Louis-Joseph de Montcalm

Louis-Joseph de Montcalm-Gozon

Louis-Joseph de Montcalm-Gozon, marquis de Saint-Véran (* 28. Februar 1712 auf Château de Candiac, Nîmes, Frankreich; † 14. September 1759 in Québec) war Befehlshaber der französischen Armee in Kanada während des Franzosen- und Indianerkriegs bzw. Siebenjährigen Krieges (1756–1763).

## Leben
Louis Joseph de Montcalm war der Sohn des französischen Adligen Louis-Daniel de Montcalm und der Marie-Thérèse de Lauris. Er wurde in deren Schloss Château de Candiac in Südfrankreich geboren. Im Alter von 15 Jahren trat er als Fähnrich in die französische Armee ein. Mit dem Tod seines Vaters 1735 erbte er dessen Titel eines Marquis. Seine finanzielle Situation konnte er durch die Eheschließung mit Angelique Louise Talon du Boulay, mit der er 10 Kinder hatte, erheblich verbessern.
Montcalms Vater kaufte ihm 1729 das Offizierspatent eines Capitaine; in der französischen Armee diente er im Polnischen Erbfolgekrieg (1733–1738) und im Österreichischen Erbfolgekrieg (1741–1748). Am 1. März 1743 wurde er zum Kommandanten des Régiment d’Auxerre ernannt. 1745 geriet er in Italien verwundet in Gefangenschaft, wurde aber nach einigen Monaten wieder freigelassen und später zum Maréchal de camp befördert.
Montcalm kam 1756 als Kommandant der französischen Truppen in Nordamerika nach Québec. Er erzielte gegen die Briten einige spektakuläre Erfolge. 1756 gelang ihm die Zerstörung von Fort Oswego am Ontariosee, im folgenden Jahr belagerte er Fort William Henry erfolgreich und zerstörte es, konnte aber ein Massaker an einem Teil der Verteidiger durch die mit ihm verbündeten Indianer nicht verhindern. Das von den Briten propagandistisch aufgebauschte Fort William Henry-Massaker schädigte sein Ansehen dauerhaft. 1758 verteidigte er Fort Carillon (Fort Ticonderoga) erfolgreich gegen eine britische Armee. Er fügte den Angreifern eine schwere Niederlage zu, profitierte dabei aber stark von der Inkompetenz der gegnerischen Führung (Schlacht um Fort Carillon). Wegen Streitigkeiten mit dem Generalgouverneur Vaudreuil bat der mittlerweile zum Lieutenant-général ernannte Montcalm vergeblich um seine Ablösung. Stattdessen wurde er mit der Verteidigung von Québec betraut, das 1759 von den Briten angegriffen wurde. Montcalm unterschätzte die Möglichkeiten der britischen Marine, den Sankt-Lorenz-Strom zu befahren, war auf eine Landung bei Québec nicht vorbereitet und wurde von der britischen Invasion überrascht. Als es den Briten unter General James Wolfe schließlich gelang, auf das schwer zugängliche Plateau von Québec zu gelangen, griff Montcalm sie sofort an, ohne auf Verstärkung zu warten, und verlor damit die Schlacht auf der Abraham-Ebene am 13. September. Montcalm wurde ebenso wie sein Gegner Wolfe tödlich verwundet und starb am folgenden Tag. Mit der Niederlage war sowohl das Schicksal Québecs als auch das des französischen Kanada besiegelt.

## Bedeutung

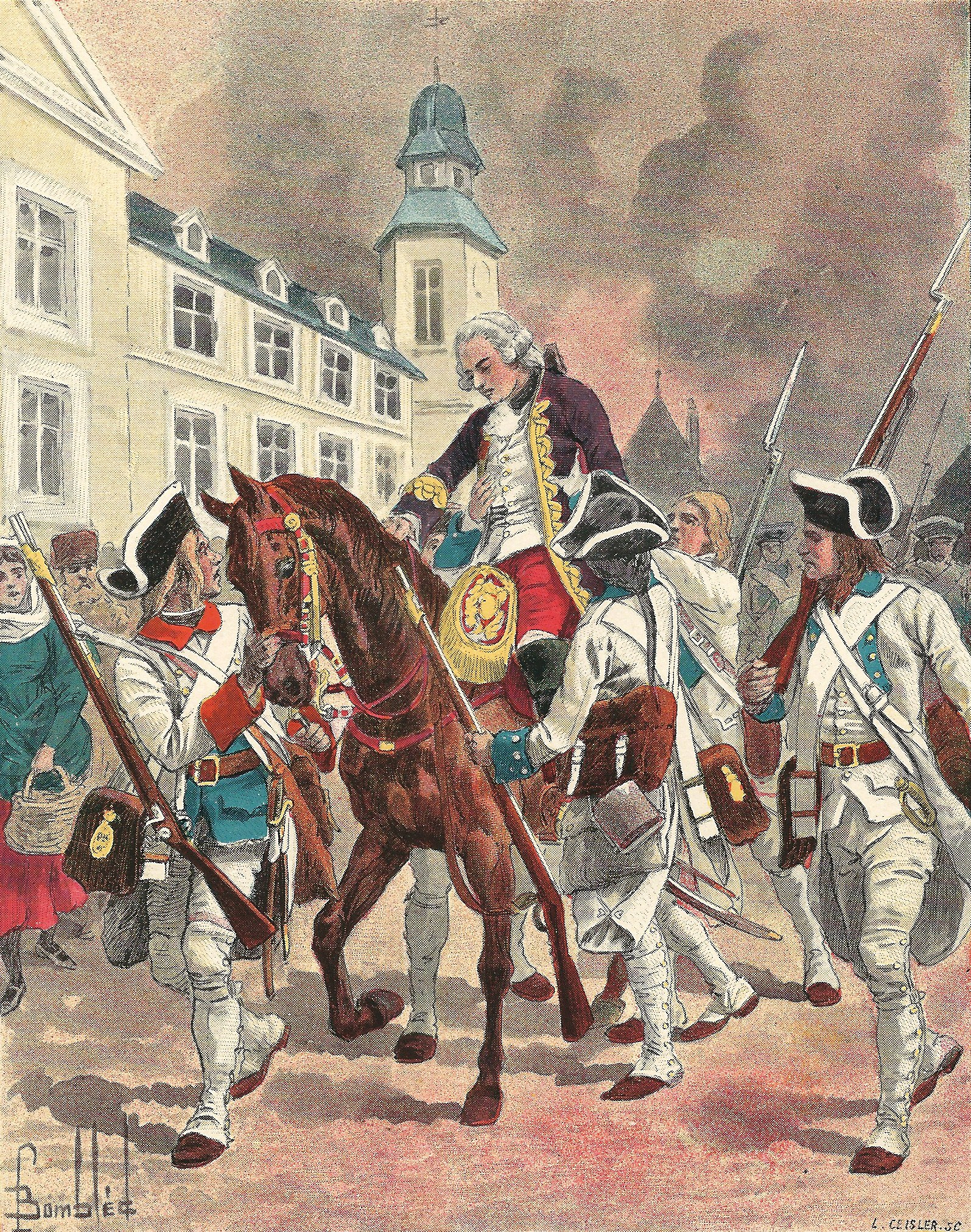
Der tödlich verwundete General Montcalm wird von seinen Soldaten in die Stadt Quebec zurückgebracht.

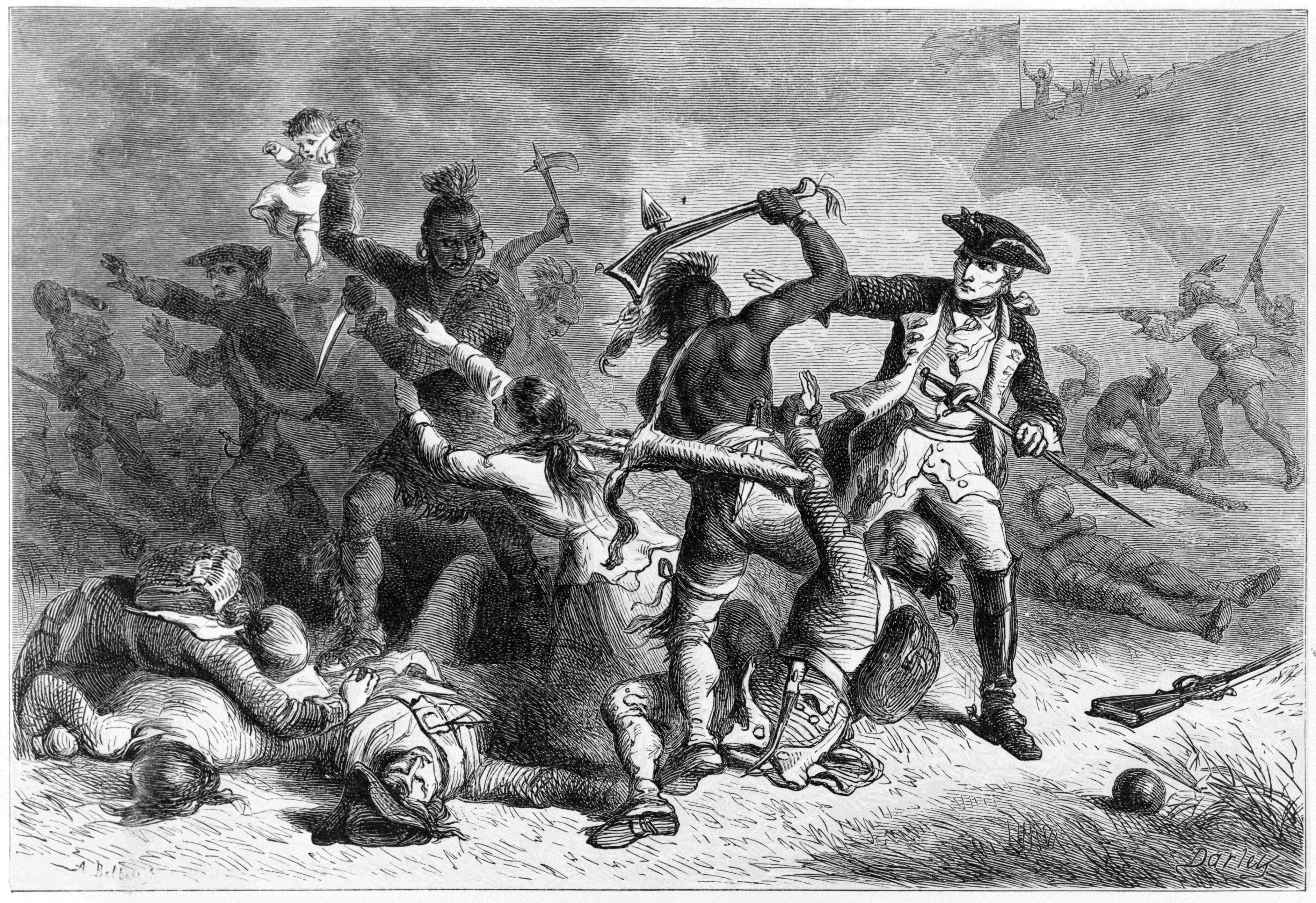
Montcalm versucht das Massaker in Fort William Henry aufzuhalten. Holzstich von Alfred Bobbett nach einem Gemälde von Felix Octavius Carr Darley; erschienen zwischen 1870 und 1880.

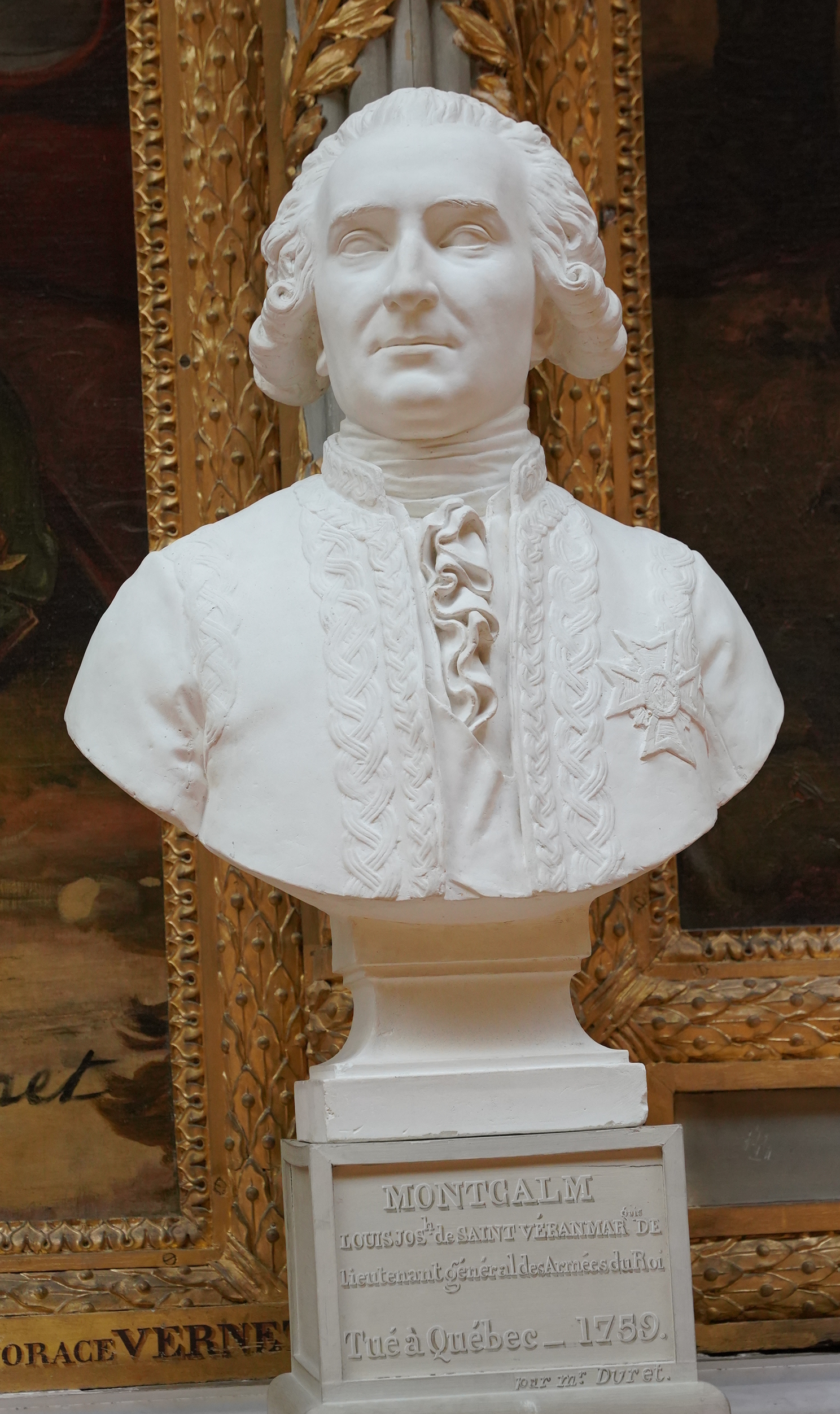
Büste in der Schlachtengalerie des Schloss Versailles

Montcalm ist bis heute eine umstrittene Figur. Während er auf Seiten der Franzosen und der französischstämmigen Kanadier in hohem Ansehen gehalten wird, wurde er von angloamerikanischen Historikern und Romanschreibern – darunter James Fenimore Cooper – vor allem aufgrund des Fort William Henry-Massakers in ein schlechtes Licht gestellt.
Ernster zu nehmen ist die Kritik von Historikern, er habe sich aus Arroganz und Karrieresucht über Befehle des Generalgouverneurs Vaudreuil hinweggesetzt, ohne die Besonderheiten der Kriegsführung in den Kolonien zu kennen. Seine kanadischen Milizionäre und indianischen Hilfstruppen soll er verachtet haben, für deren effektive und erfolgreiche Guerillataktik im Kampf gegen die militärisch überlegenen Briten hatte er kein Verständnis. Die Streitereien zwischen ihm und Vaudreuil beeinträchtigten die Verteidigung Kanadas erheblich. Ebenso gibt es Hinweise dafür, dass er sein Kommando benutzt hat, um sich persönlich zu bereichern. Allerdings gibt es andere Autoren – darunter den US-Historiker Francis Parkman, Verfasser einer klassischen Darstellung des Krieges – die eine erhebliche Verantwortung für den Verlust Kanadas mit guten Gründen Vaudreuil anlasten. Verwiesen wird in diesem Zusammenhang auf die weit verbreiteten Unterschlagungen und Betrügereien, die die Finanzen der Kolonie lähmten, und von diesem zumindest gedeckt wurden, auch wenn eine direkte Beteiligung des Gouverneurs nicht nachzuweisen war. Für die Konflikte zwischen Montcalm und Vaudreuil sei zu einem erheblichen Grad die Eifersucht, Eitelkeit und Ehrsucht des letzteren verantwortlich gewesen. Zumindest bei zwei Gelegenheiten – bei Ticonderoga und zuletzt auf der Abraham-Ebene – habe Vaudreuil Montcalm Truppen verweigert, die im ersten Fall die Verfolgung des geschlagenen Gegners ermöglicht, im zweiten Fall vielleicht den Unterschied zwischen Sieg und Niederlage ausgemacht hätten.
Fehler unterliefen dem als Soldat zweifellos sehr fähigen Montcalm jedoch bei der Verteidigung von Québec. Er unterschätzte die navigatorischen Fähigkeiten der britischen Marine, der er ein erfolgreiches Eindringen in den St. Lorenz aufgrund seiner Untiefen nicht zutraute, versäumte es, das südliche Ufer gegenüber Québec zu befestigen und ermöglichte dadurch den Briten erst eine Landung und die Belagerung der Stadt. Schließlich griff er Wolfe am 13. September überstürzt an, ohne auf Verstärkungen zu warten – insbesondere ein großes Truppenkontingent unter Bougainville –, die ihm eine größere Überlegenheit verschafft hätten. Diese Hast begünstigte die Niederlage und den nachfolgenden Verlust Québecs und Neufrankreichs. Sein Tod auf dem Schlachtfeld machte ihn jedoch zum Helden und ersparte es ihm, die Verantwortung für die Kapitulation Kanadas 1760 übernehmen zu müssen.
Montcalms Büste wurde in der 1837 eröffneten Schlachtengalerie des Schlosses Versailles aufgestellt.